# Spirala hiperboliczna

Spirala hiperboliczna a = 2

Spirala hiperboliczna – krzywa płaska, dana we współrzędnych biegunowych wzorem:
{\displaystyle r={\frac {a}{\varphi }},}
gdzie {\displaystyle a} – pewna stała. Gdy kąt {\displaystyle \varphi } dąży do nieskończoności, to długość promienia wodzącego dąży do 0. W przypadku spirali hiperbolicznej biegun jest tzw. punktem asymptotycznym krzywej – spirala hiperboliczna zwija się nieskończenie wiele razy wokół niego, nigdy go nie osiągając.
Przechodząc od równania we współrzędnych biegunowych do równania we współrzędnych kartezjańskich za pomocą przekształceń:
{\displaystyle {\begin{cases}x=r\cos \varphi \\y=r\sin \varphi \end{cases}}}
równanie parametryczne spirali hiperbolicznej przyjmuje postać:
{\displaystyle {\begin{cases}x(t)=a{\frac {\cos t}{t}}\\y(t)=a{\frac {\sin t}{t}}\end{cases}}}
gdzie {\displaystyle t} – parametr równania.
Przy {\displaystyle t} dążącym do zera spirala ma asymptotę:
{\displaystyle \lim _{t\to 0}x(t)=a\lim _{t\to 0}{\frac {\cos t}{t}}=\infty }
{\displaystyle \lim _{t\to 0}y(t)=a\lim _{t\to 0}{\frac {\sin t}{t}}=a\cdot 1=a.}

## Własności
- Podstyczna spirali hiperbolicznej opisana jest równaniem {\displaystyle y=-a.}
- Wymiar pudełkowy spirali hiperbolicznej, jako spirali algebraicznej, jest większy od 1 (w przeciwieństwie do spirali logarytmicznej, której wymiar pudełkowy jest równy 1).